# Luciano Marion
Luciano Marion (* 22. September 1928 in Capodistria; † 29. August 1993 in Triest) war ein italienischer Steuermann im Rudern. Bei Europameisterschaften gewann er dreimal Gold und bei Mittelmeerspielen erhielt er zwei Goldmedaillen.

## Sportliche Karriere
Luciano Marion ruderte für C. C. Libertas in Koper. Bei den Europameisterschaften 1949 in Amsterdam, 1950 in Mailand und 1951 in Mâcon siegten jeweils Giuseppe Ramani und Aldo Tarlao mit Luciano Marion. 1951 fanden in Alexandria die ersten Mittelmeerspiele statt. Ramani, Tarlao und Marion gewannen im Zweier mit Steuermann, Ramani und Tarlao waren außerdem auch Mitglieder des siegreichen Achters.
1952 bei den Olympischen Spielen in Helsinki gewannen Ramani, Tarlao und Marion sowohl ihren Vorlauf als auch ihr Halbfinale. Im Finale konnten sie sich nicht durchsetzen und belegten den vierten Platz unter fünf Booten mit dreieinhalb Sekunden Rückstand auf die Drittplatzierten. 1953 gewannen Ramani, Tarlao und Marion ihren fünften und letzten italienischen Meistertitel im Zweier mit Steuermann. 1955 bei den Mittelmeerspielen in Barcelona waren die drei Ruderer Mitglieder der Crew, die im Vierer mit Steuermann siegte.